# ای‌ای اسپورتس اف‌سی موبایل
ای‌ای اسپورتس اف‌سی موبایل (به انگلیسی: EA Sports FC Mobile) که با نام فیفا موبایل (به انگلیسی: FIFA Mobile) نیز شناخته می‌شود بازی ویدئویی شبیه‌سازی فوتبال است که توسط ای‌ای موبایل و الکترونیک آرتس کانادا توسعه یافته و توسط ای‌ای اسپورتس برای آی‌اواس و اندروید منتشر شده‌است. بازی در ۱۱ اکتبر ۲۰۱۶ برای آی‌اواس و اندروید منتشر شد. همچنین بازی تا سال ۲۰۱۷ برای مایکروسافت ویندوز نیز شامل می‌شد. این بازی در ۱۶ اوت ۲۰۱۶ در طی نمایشگاه گیمزکام ۲۰۱۶ اعلام شد.

## گیم پلی
بازیکنان بیشتر مراحل تهاجمی یک مسابقه را انجام می‌دهند. آنها همچنین باید از ضد حملات مخالفان دفاع کنند. VS Attack Mode دارای یک چند نفره غیرهمزمان مبتنی بر نوبت است. بازی همچنین دارای Live Events با موضوع وقایع اخیر دنیای واقعی و همچنین بازی‌های کوچک مبتنی بر مهارت‌هایی مانند شوت، پاس، دریبل و دروازه‌بان است. همچنین شامل مسابقات مبتنی بر لیگ قهرمانان و سایر لیگ‌های مختلف در سراسر جهان است.
از بخش های دیگر نیز می توان به "Head to Head" و همچنین "Manager Mode" اشاره کرد